# Владиславлев, Пётр Петрович
Пётр Петрович Владиславлев (1876, Ташкент — 1917) — контр-адмирал российского императорского флота, георгиевский кавалер.

## Биография
Окончил Морской кадетский корпус с производством 11 сентября 1895 года в чин мичмана и зачислением в 9-й флотский экипаж. 8 мая 1896 года назначен производителем гидрографических работ отдельной съемки Белого моря. 4 сентября 1898 года зачислен в Александровскую военно-юридическую академию. Спустя год отчислен от академии не окончив курс. 20 сентября 1899 года назначен младшим штурманским офицером и вахтенным начальником крейсера II ранга «Азия». 15 октября 1899 года назначен вахтенным начальником эскадренного броненосца «Император Александр II». Служил в Средиземном море. 1 января 1901 года произведён в лейтенанты. 18 сентября 1902 года прикомандирован к Главному Морскому штабу для занятий в военно-морском ученом отделе и к 14-му флотскому экипажу для довольствия. В кампанию 1903 года на пароходе «Ильмень» в должности флаг-офицера штаба командующего Соединенным отрядом обороны крейсировал в Балтийском море. 6 апреля 1903 года награждён орденом Св. Станислава III степени с мечами.
22 февраля 1904 года откомандирован от Главного Морского штаба в свой экипаж. 27 февраля 1904 года назначен вахтенным начальником крейсера I ранга «Громобой». Во время русско-японской войны участвовал в крейсерских операциях Владивостокского отряда крейсеров и за отличие награждён 30 мая 1904 года орденом Св. Анны III степени с мечами и бантом и 8 августа 1904 года орденом Св. Станислава II степени. Во время сражения в Корейском проливе был ранен в ногу и «за храбрость, мужество и самоотвержение, проявленные в бою Владивостокского крейсерского отряда с неприятельской эскадрой 1.8.1904» награждён орденом Св. Георгия IV степени.
19 апреля 1906 года был прикомандирован к Морскому Генеральному штабу. 24 мая того же года назначен обер-офицером Морского Генерального штаба. В кампанию 1906 года командовал миноносцем № 115. 11 июня 1907 года произведён в старшие лейтенанты. 19 ноября 1907 года назначен старшим офицером канонерской лодки «Хивинец». 6 декабря 1907 года произведён в капитан-лейтенанты. 24 июня 1908 года отчислен от должности старшего офицера. 4 сентября 1908 года прикомандирован к Морскому Генеральному штабу. 16 февраля 1909 года зачислен во 2-й флотский экипаж. 9 марта 1909 года назначен штаб-офицером Морского Генерального штаба. 12 апреля 1910 года назначен командиром эскадренного миноносца «Внушительный». 6 декабря 1910 года произведён в капитаны 2-го ранга. 1 ноября 1911 года назначен командиром эскадренного миноносца «Забайкалец».
29 сентября 1914 года назначен исправляющим должность начальника 1-го дивизиона эскадренных миноносцев Балтийского флота. 6 декабря 1914 года «за отличие по службе» произведён в капитаны 1-го ранга с утверждением в должности начальника дивизиона. 12 марта 1915 года награждён орденом Св. Анны II степени с мечами. 4 мая 1915 года назначен начальником 5-го дивизиона эскадренных миноносцев Балтийского флота. 8 июня 1915 года пожалован бухарским орденом Золотой Звезды I степени. 10 августа 1915 года назначен командиром крейсера «Адмирал Макаров». 22 сентября 1915 года «за совершение восемнадцати шестимесячных морских кампаний и бытность в сражениях» награждён орденом Св. Владимира IV степени с бантом. 17 октября 1915 года награждён орденом Св. Владимира III степени с мечами. 10 февраля 1916 года «за подвиги мужества и храбрости, связанные с выполнением или содействием к выполнению опасных операций имеющих большое боевое значение» награждён Георгиевским оружием. 3 августа 1916 года назначен командиром линейного корабля «Севастополь». 11 апреля 1917 года назначен командующим дивизией подводных лодок Балтийского флота. 28 июля 1917 года произведён в контр-адмиралы с утверждением в должности начальника дивизии.
Погиб при загадочных обстоятельствах на борту штабного транспорта «Тосно», стоявшего у стенки в Ганге в ночь с 5 на 6 октября 1917 года. Причинами смерти могло быть убийство либо несчастный случай. Тело обнаружено не было. Официально исключён из списков личного состава 23 декабря 1917 года, как «пропавший без вести».